# Designações de mísseis superfície-ar da Organização do Tratado do Atlântico Norte
Aqui está uma lista com as designações da OTAN para referenciar os mísseis superfície-ar e mísseis navais superfície-ar usados pela extinta União Soviética.
- SA-1 Guild
- SA-2 Guideline
- SA-3 Goa
- SA-4 Ganef
- SA-5 Gammon
- SA-6 Gainful
- SA-7 Galosh e Grail
- SA-8 Gecko
- SA-9 Gaskin
- SA-10 Grumble (S-300P/PS/PT)
- SA-11 Gadfly
- SA-12 Gladiator e Giant
- SA-13 Gopher
- SA-14 Gremlin
- SA-15 Gauntlet
- SA-16 Gimlet (9K310 Igla-1)
- SA-17 Grizzly
- SA-18 Grouse
- SA-19 Grison
- SA-20 Gargoyle (S-300PM/PMU Favorit)
- SA-21 Growler
- SA-22 Greyhound
- SA-23 Gladiator/Giant (S-300VM "Antey-2500")
- SA-24 Grinch (9K338 Igla-S)

Abaixo está a lista das designações navais de mísseis superfície-ar do Departamento de Defesa dos Estados Unidos.
- SA-N-1 Goa
- SA-N-2 Guideline
- SA-N-3 Goblet
- SA-N-4 Gecko
- SA-N-5 Grail
- SA-N-6 Grumble
- SA-N-7 Gadfly
- SA-N-8 Gremlin
- SA-N-9 Gauntlet
- SA-N-10 Grouse
- SA-N-11 Grison
- SA-N-12 Grizzly